# PWC Athletic
PWC Athletic ist ein Amateurfußballverein aus Providenciales, einer Insel, die den Turks- und Caicosinseln angehört. Namensgeber des Vereins ist die Wirtschaftsprüfungsgesellschaft PwC. Bis mindestens zur Spielzeit 2004/05 trat der Verein und dem Namen KPMG United FC auf mit KPMG, einer Professional Service Firm, als Namensgeber. Als größter Erfolg gilt der dreimalige Gewinn der nationalen Meisterschaft.

## Geschichte
Erstmals Meister wurde KPMG United FC in der Saison 2003/04 mit 27 erspielten Punkten. Sadrac Modestine hatte mit 23 erzielten Toren erheblichen Anteil an diesem Erfolg, er wurde Torschützenkönig der Saison. Zudem stieß man im Fidelity Cup bis in das Finale vor, wo man sich gegen Police mit 3:4 nach Verlängerung geschlagen geben musste.
In der folgenden Saison konnte der Titel verteidigt werden: Erneut wurde KPMG United FC Meister, diesmal mit 30 Punkten. Das letzte Mal Meister wurde man 2007/08, mittlerweile unter dem Namen PWC Athletic.

## Erfolge
Meister der Provo Premier League: (3)
2003/04, 2004/05, 2007/08